# Saison 17 de Strictly Come Dancing
La dix-septième saison de l'émission britannique de téléréalité musicale Strictly Come Dancing a débuté en septembre 2019 et s'est achevée le 14 décembre 2019  sur BBC One. Les noms des premiers candidats de cette saison ont été dévoilés le 31 juillet 2019 dans l'émission The One Show (en).

## Couples
| Candidat                 | Occupation                                                          | Partenaire       | Départ     | Classement                         |
| ------------------------ | ------------------------------------------------------------------- | ---------------- | ---------- | ---------------------------------- |
| Kelvin Fletcher          | Acteur dont Emmerdale et coureur automobile                         | Oti Mabuse       | Semaine 13 | Vainqueur le 14 décembre 2019      |
| Karim Zeroual            | Animateur de la chaîne CBBC                                         | Amy Dowden       | Semaine 13 | Seconde place le 14 décembre 2019  |
| Emma Barton              | Actrice dont EastEnders                                             | Anton du Beke    | Semaine 13 | Seconde place le 14 décembre 2019  |
| Chris Ramsey             | Comédien de stand-up                                                | Karen Hauer      | Semaine 12 | Éliminé le 8 décembre 2019         |
| Alex Scott               | Ancienne footballeuse et consultante sportive                       | Neil Jones       | Semaine 11 | Éliminée le 1er décembre 2019      |
| Saffron Barker           | Youtubeuse                                                          | AJ Pritchard     | Semaine 10 | Éliminée le 24 novembre 2019       |
| Michelle Visage          | Chanteuse, DJ, mannequin et juge emblématique de RuPaul's Drag Race | Giovanni Pernice | Semaine 9  | Éliminée le 17 novembre 2019       |
| Mike Bushell             | Journaliste sportif de l'émission BBC Breakfast                     | Katya Jones      | Semaine 8  | Éliminé le 10 novembre 2019        |
| Vicomtesse Emma Weymouth | Vicomtesse, cheffe cuisinière et mannequin                          | Aljaž Skorjanec  | Semaine 7  | Éliminée le 3 novembre 2019        |
| Will Bayley              | Champion paralympique de tennis de table                            | Janette Manrara  | Semaine 7  | Abandon médical le 30 octobre 2019 |
| Catherine Tyldesley      | Comédienne dont Coronation Street                                   | Johannes Radebe  | Semaine 6  | Éliminée le 27 octobre 2019        |
| David James              | Ancien gardien de but de l'équipe d'Angleterre de football          | Nadiya Bychkova  | Semaine 5  | Éliminé le 20 octobre 2019         |
| Dev Griffin              | DJ de la station BBC Radio 1                                        | Dianne Buswell   | Semaine 4  | Éliminé le 13 octobre 2019         |
| Anneka Rice              | Animatrice de télévision et de radio                                | Kevin Clifton    | Semaine 3  | Éliminée le 6 octobre 2019         |
| James Cracknell          | Champion olympique d'aviron                                         | Luba Mushtuk     | Semaine 2  | Éliminé le 29 septembre 2019       |

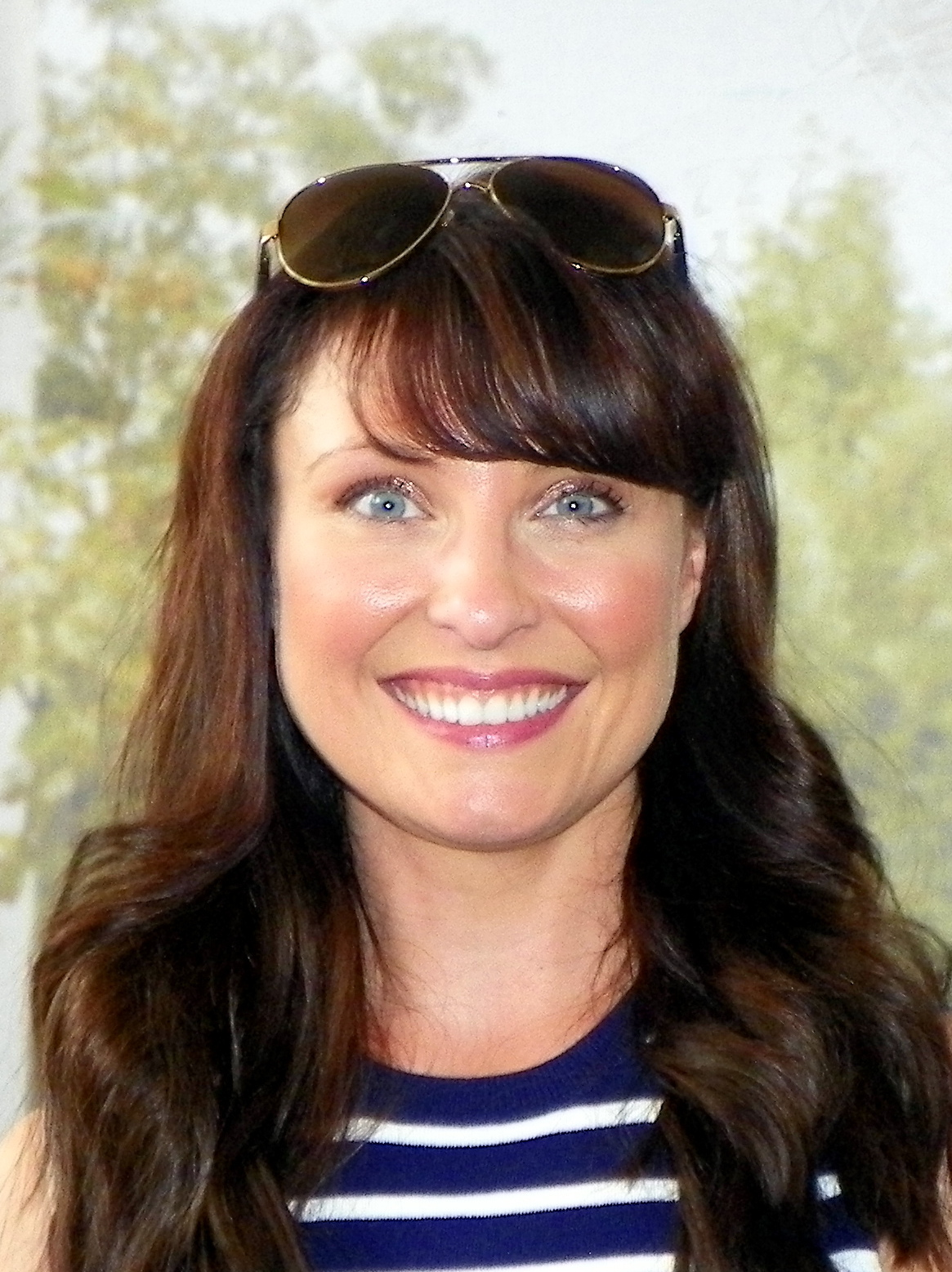
Emma Barton
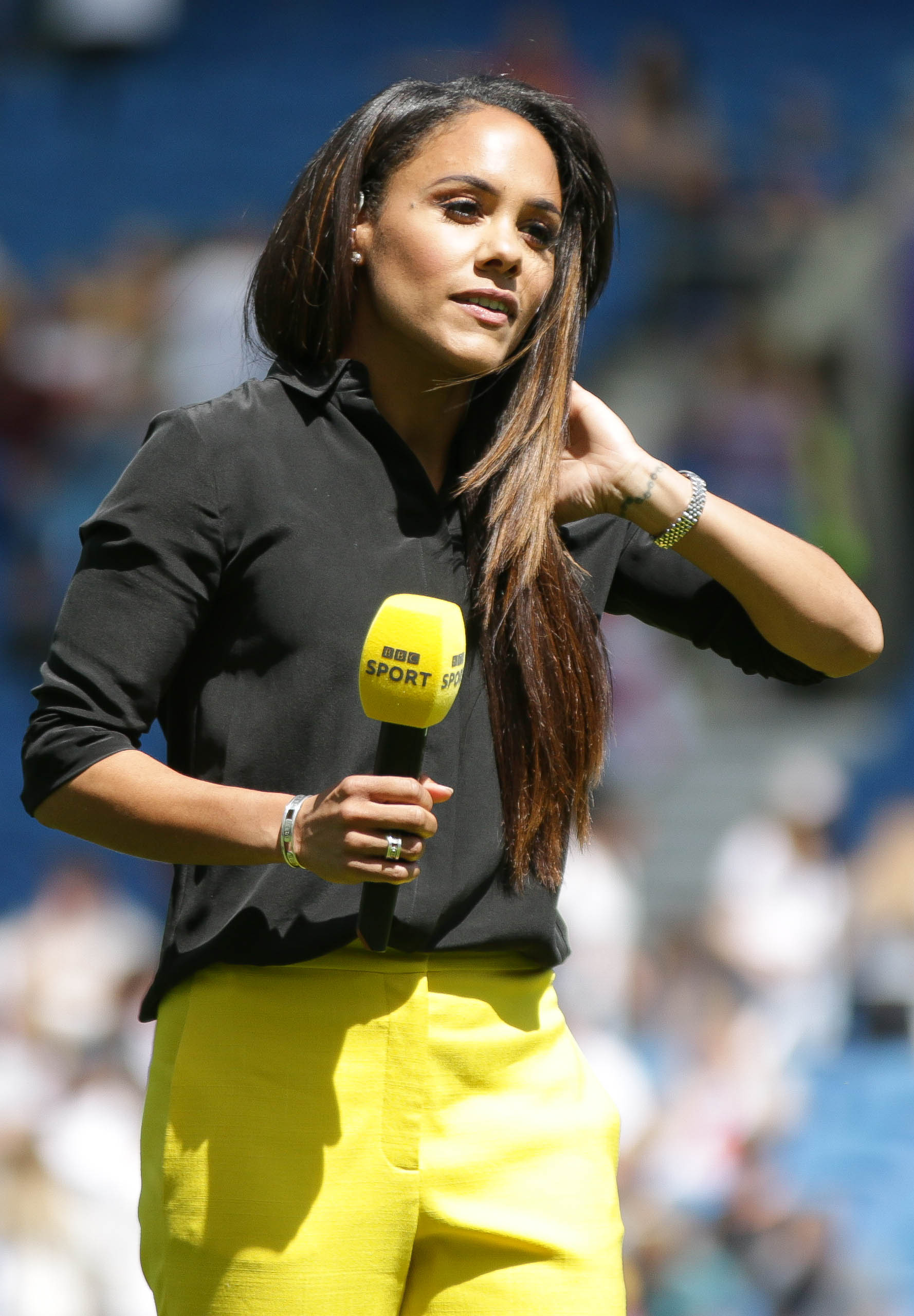
Alex Scott
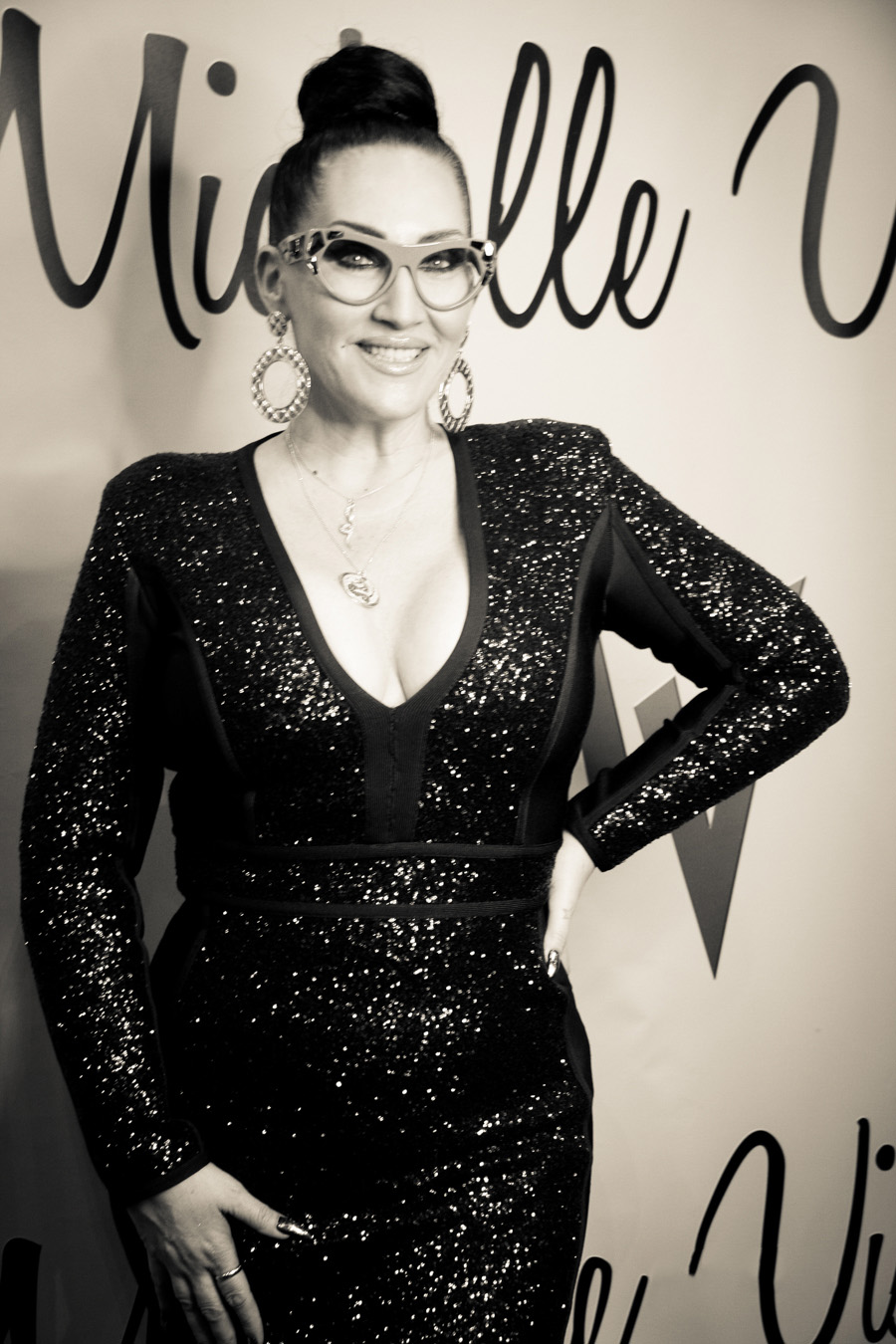
Michelle Visage

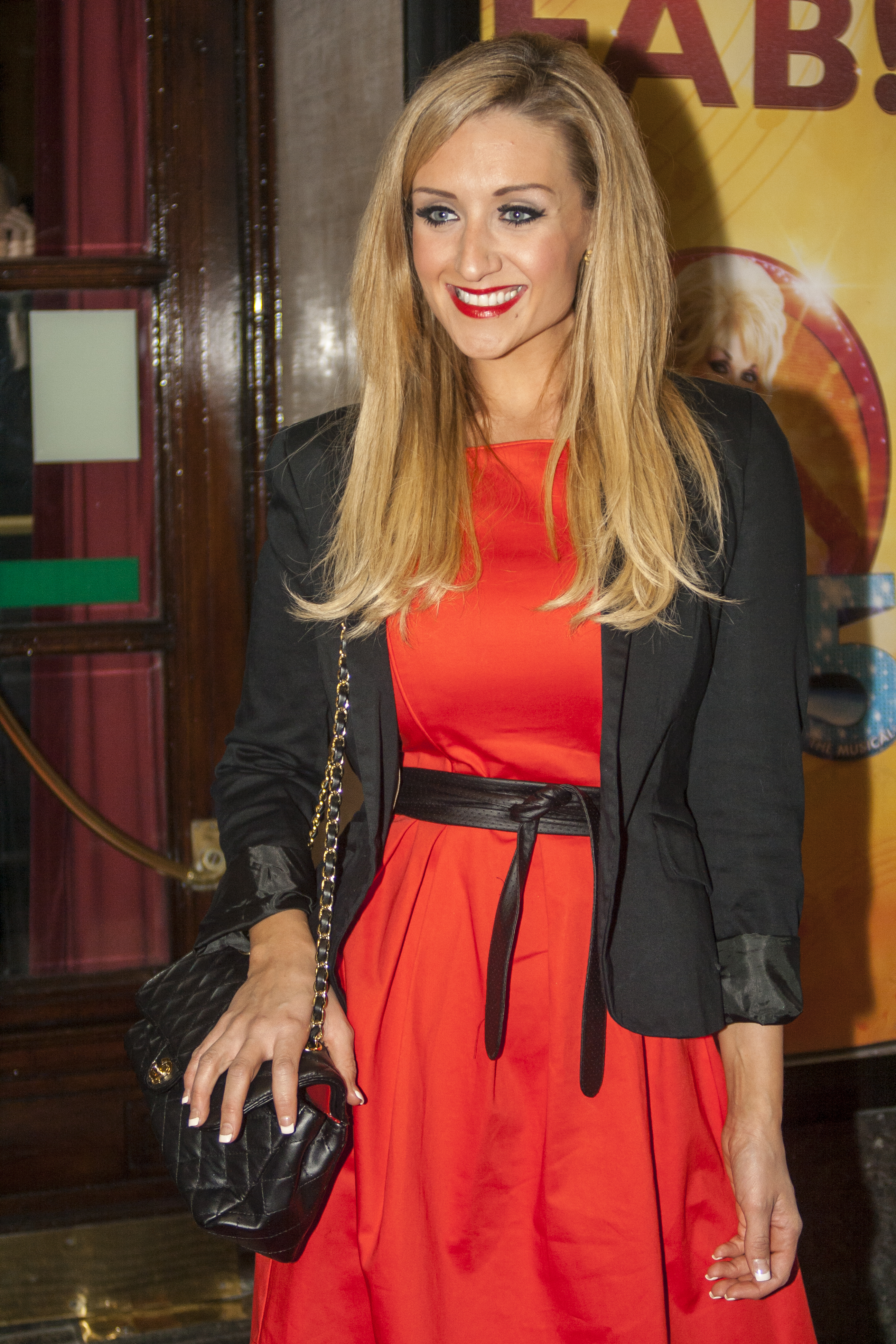
Catherine Tyldesley
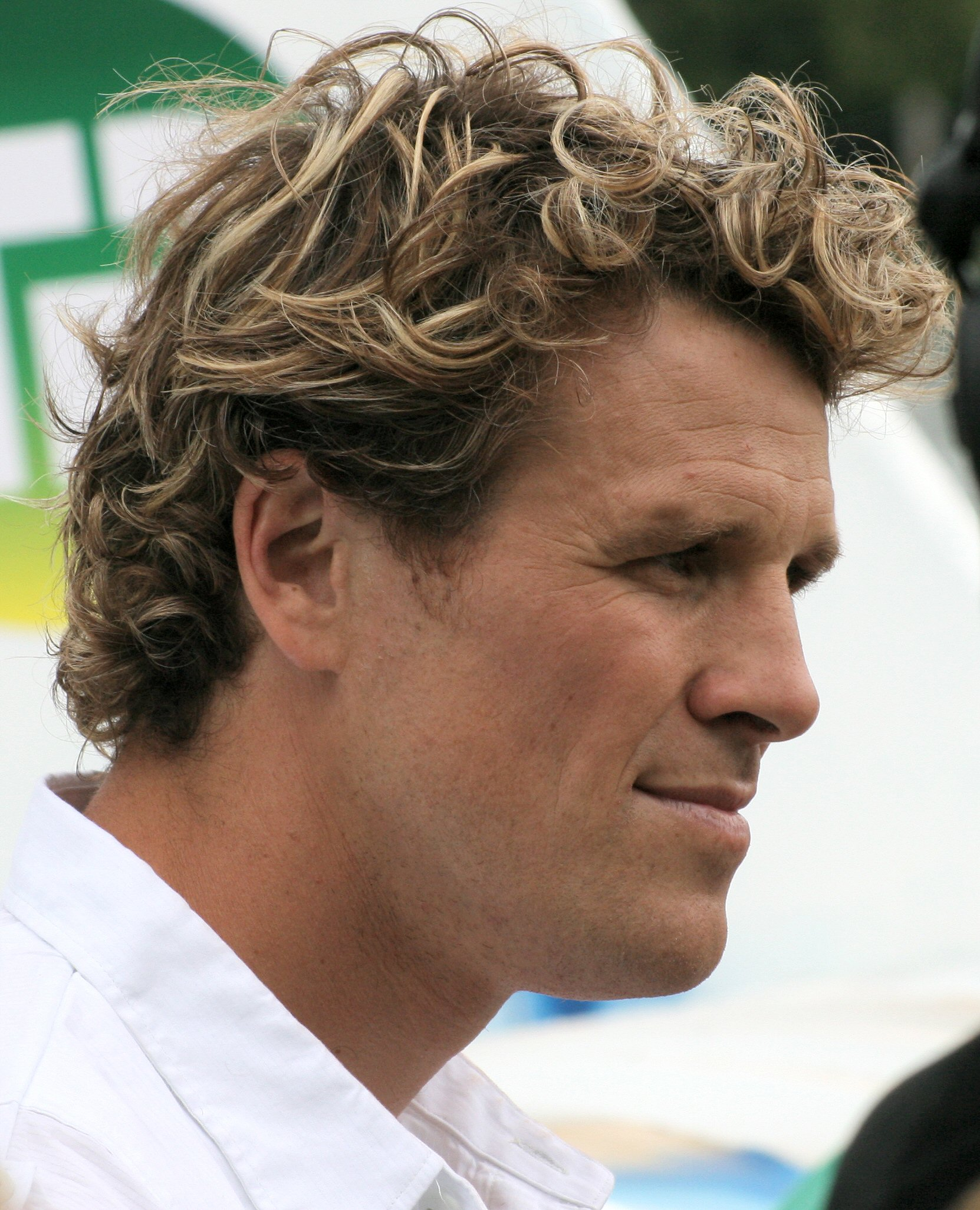
James Cracknell

## Scores
| Kelvin & Oti               | 1  | 32 | 28 | 60 | 38 | 36 | 33 | 36 | 34 | 35 | 39 | 38 | 39 | 40 + 37 = 77 | 39 + 40 + 39 = 118 |  |  |  |  |  |  |  |  |  |  |
| Karim & Amy                | 2  | 31 | 32 | 63 | 26 | 38 | 36 | 29 | 39 | 30 | 39 | 38 | 40 | 36 + 38 = 74 | 40 + 39 + 40 = 119 |  |  |  |  |  |  |  |  |  |  |
| Emma B. & Anton            | 2  | 23 | 24 | 47 | 27 | 35 | 26 | 28 | 22 | 33 | 37 | 29 | 39 | 31 + 36 = 67 | 39 + 38 + 39 = 116 |  |  |  |  |  |  |  |  |  |  |
| Chris & Karen              | 4  | 13 | 26 | 39 | 22 | 26 | 25 | 23 | 34 | 26 | 33 | 31 | 28 | 26 + 28 = 54 |                    |  |  |  |  |  |  |  |  |  |  |
| Alex & Neil                | 5  | 21 | 22 | 43 | 23 | 23 | 33 | 34 | 31 | 31 | 34 | 26 | 27 |              |                    |  |  |  |  |  |  |  |  |  |  |
| Saffron & AJ               | 6  | 27 | 23 | 50 | 28 | 33 | 38 | 33 | 27 | 39 | 35 | 26 |    |              |                    |  |  |  |  |  |  |  |  |  |  |
| Michelle & Giovanni        | 7  | 30 | 32 | 62 | 35 | 31 | 29 | 39 | 34 | 36 | 32 |    |    |              |                    |  |  |  |  |  |  |  |  |  |  |
| Mike & Katya               | 8  | 22 | 14 | 36 | 18 | 32 | 21 | 26 | 30 | 25 |    |    |    |              |                    |  |  |  |  |  |  |  |  |  |  |
| Vicomtesse Emma W. & Aljaž | 9  | 19 | 22 | 41 | 28 | 28 | 36 | 30 | 26 |    |    |    |    |              |                    |  |  |  |  |  |  |  |  |  |  |
| Will & Janette             | 10 | 26 | 24 | 50 | 23 | 24 | 32 | -  | -  |    |    |    |    |              |                    |  |  |  |  |  |  |  |  |  |  |
| Catherine & Johannes       | 11 | 20 | 19 | 39 | 32 | 30 | 28 | 24 |    |    |    |    |    |              |                    |  |  |  |  |  |  |  |  |  |  |
| David & Nadiya             | 12 | 17 | 10 | 27 | 16 | 28 | 16 |    |    |    |    |    |    |              |                    |  |  |  |  |  |  |  |  |  |  |
| Dev & Dianne               | 13 | 30 | 27 | 57 | 36 | 27 |    |    |    |    |    |    |    |              |                    |  |  |  |  |  |  |  |  |  |  |
| Anneka & Kevin             | 14 | 14 | 19 | 33 | 11 |    |    |    |    |    |    |    |    |              |                    |  |  |  |  |  |  |  |  |  |  |
| James & Luba               | 15 | 11 | 13 | 24 |    |    |    |    |    |    |    |    |    |              |                    |  |  |  |  |  |  |  |  |  |  |

Les nombres rouges indiquent le score le plus bas pour chaque semaine de compétition
Les nombres verts indiquent le score le plus haut pour chaque semaine de compétition
 Le couple éliminé cette semaine-là
 Le couple en danger cette semaine-là
 Le couple n'a pas pu danser cette semaine-là (en raison d'une blessure)
 Le couple a abandonné cette semaine-là
 Le couple vainqueur
 Le couple en seconde position

### Moyenne des candidats
Le tableau reprend la moyenne des notes des candidats, sur un maximum de 40 points.
| Rang par moyenne | Place | Couple                     | Total des points | Nombre de danses | Moyenne |
| ---------------- | ----- | -------------------------- | ---------------- | ---------------- | ------- |
| 1                | 1     | Kelvin & Oti               | 583              | 16               | 36.44   |
| 2                | 2     | Karim & Amy                | 571              | 16               | 35.69   |
| 3                | 7     | Michelle & Giovanni        | 298              | 9                | 33.11   |
| 4                | 2     | Emma B. & Anton            | 506              | 16               | 31.62   |
| 5                | 6     | Saffron & AJ               | 309              | 10               | 30.9    |
| 6                | 13    | Dev & Dianne               | 120              | 4                | 30      |
| 7                | 5     | Alex & Neil                | 305              | 11               | 27.72   |
| 8                | 9     | Vicomtesse Emma W. & Aljaž | 189              | 7                | 27      |
| 9                | 4     | Chris & Karen              | 341              | 13               | 26.23   |
| 10               | 10    | Will & Janette             | 129              | 5                | 25.8    |
| 11               | 11    | Catherine & Johannes       | 153              | 6                | 25.5    |
| 12               | 8     | Mike & Katya               | 188              | 8                | 23.5    |
| 13               | 12    | David & Nadiya             | 87               | 5                | 17.4    |
| 14               | 14    | Anneka & Kevin             | 44               | 3                | 14.66   |
| 15               | 15    | James & Luba               | 24               | 2                | 12      |

### Meilleures et pires performances par type de danses
Les meilleurs et pires scores pour chaque style de danse, sur un maximum de 40 points.
| Danse               | Meilleur danseur              | Score le plus haut | Pire danseur        | Score le plus bas |
| ------------------- | ----------------------------- | ------------------ | ------------------- | ----------------- |
| American Smooth     | Kelvin Fletcher               | 39                 | Mike Bushell        | 14                |
| Cha-cha-cha         | Kelvin Fletcher               | 33                 | Chris Ramsey        | 13                |
| Charleston          | Emma Barton Karim Zeroual     | 39                 | Anneka Rice         | 11                |
| Danse contemporaine | Karim Zeroual                 | 38                 | Will Bayley         | 32                |
| Foxtrot             | Michelle Visage               | 39                 | David James         | 17                |
| Jive                | Karim Zeroual                 | 40                 | James Cracknell     | 13                |
| Paso Doble          | Kelvin Fletcher               | 37                 | David James         | 10                |
| Quickstep           | Kelvin Fletcher Karim Zeroual | 40                 | Alex Scott          | 21                |
| Rumba               | Kelvin Fletcher               | 39                 | Emma Barton         | 22                |
| Salsa               | Karim Zeroual                 | 36                 | Will Bayley         | 24                |
| Samba               | Kelvin Fletcher               | 32                 | Catherine Tyldesley | 19                |
| Showdance           | Kelvin Fletcher               | 40                 | Emma Barton         | 38                |
| Street Commercial   | Kelvin Fletcher               | 38                 | Michelle Visage     | 32                |
| Tango               | Karim Zeroual                 | 38                 | James Cracknell     | 11                |
| Tango argentin      | Karim Zeroual                 | 36                 | Alex Scott          | 26                |
| Theatre & Jazz      | Emma Barton                   | 33                 | -                   | -                 |
| Valse               | Saffron Barker                | 39                 | Anneka Rice         | 19                |
| Valse viennoise     | Emma Barton                   | 39                 | Catherine Tyldesley | 20                |

### Meilleures et pires performances pour chaque danseur
Le score maximal est de 40 points.
| Couple                     | Danse avec le meilleur score      | Danse avec le moins bon score |
| -------------------------- | --------------------------------- | ----------------------------- |
| Kelvin & Oti               | Quickstep Showdance (40)          | Valse (28)                    |
| Karim & Amy                | Jive Quickstep (40)               | Samba (26)                    |
| Emma B. & Anton            | Charleston Valse viennoise (39)   | Jive (23)                     |
| Chris & Karen              | Street Commercial (34)            | Cha-cha-cha (13)              |
| Alex & Neil                | Street Commercial Paso Doble (34) | Quickstep (21)                |
| Saffron & AJ               | Valse (39)                        | Cha-cha-cha (23)              |
| Michelle & Giovanni        | Foxtrot (39)                      | Rumba (29)                    |
| Mike & Katya               | Quickstep (32)                    | American Smooth (14)          |
| Vicomtesse Emma W. & Aljaž | Valse viennoise (36)              | Cha-cha-cha (19)              |
| Will & Janette             | Danse contemporaine (32)          | Paso Doble (23)               |
| Catherine & Johannes       | Rumba (32)                        | Samba (19)                    |
| David & Nadiya             | Quickstep (28)                    | Paso Doble (10)               |
| Dev & Dianne               | Street Commercial (36)            | Jive Cha-cha-cha (27)         |
| Anneka & Kevin             | Valse (19)                        | Charleston (11)               |
| James & Luba               | Jive (13)                         | Tango (11)                    |

## Liste des épisodes
Les notes attribuées par les juges sont toujours dans l'ordre suivant de gauche à droite: Craig Revel Horwood, Motsi Mabuse, Shirley Ballas, Bruno Tonioli (en).

### Semaine 1
Les danses de cette semaine sont : cha-cha-cha, jive, quickstep, samba, valse viennoise
Ordre de passage
| Couple                     | Scores       | Danse           | Musique                                                      |
| -------------------------- | ------------ | --------------- | ------------------------------------------------------------ |
| Alex & Neil                | 21 (5,5,5,6) | Quickstep       | I Get a Kick Out of You - Frank Sinatra                      |
| Chris & Karen              | 13 (3,4,3,3) | Cha-cha-cha     | Juice - Lizzo                                                |
| Catherine & Johannes       | 20 (5,5,5,5) | Valse viennoise | I Got You Babe - Sonny and Cher                              |
| Saffron & AJ               | 27 (6,7,7,7) | Tango           | Lips Are Movin - Meghan Trainor                              |
| Mike & Katya               | 22 (4,6,6,6) | Jive            | Do You Love Me (en) - The Contours                           |
| Vicomtesse Emma W. & Aljaž | 19 (5,5,4,5) | Cha-cha-cha     | She's a Lady - Tom Jones                                     |
| James & Luba               | 11 (2,3,3,3) | Tango           | Gold (en) - Spandau Ballet                                   |
| Kelvin & Oti               | 32 (8,8,8,8) | Samba           | La vida es un carnaval - Celia Cruz                          |
| David & Nadiya             | 17 (3,4,5,5) | Foxtrot         | Three Lions - David Baddiel, Skinner and The Lightning Seeds |
| Michelle & Giovanni        | 30 (8,8,7,7) | Cha-cha-cha     | So Emotional - Whitney Houston                               |
| Dev & Dianne               | 30 (7,7,8,8) | Foxtrot         | Build Me Up Buttercup (en) - The Foundations                 |
| Anneka & Kevin             | 14 (3,4,3,4) | Cha-cha-cha     | Gloria - Laura Branigan                                      |
| Will & Janette             | 26 (5,7,7,7) | Quickstep       | Pencil Full of Lead (en) - Paolo Nutini                      |
| Karim & Amy                | 31 (8,8,7,8) | Cha-cha-cha     | If I Can't Have You (en) - Shawn Mendes                      |
| Emma B. & Anton            | 23 (6,6,5,6) | Jive            | Honey, Honey - ABBA                                          |

### Semaine 2
Les danses de cette semaine sont : American Smooth, cha-cha-cha, Charleston, foxtrot, jive, paso doble, quickstep, samba, tango, valse, valse viennoise
Ordre de passage
| Couple                     | Scores       | Danse           | Musique                                                   | Résultat  |
| -------------------------- | ------------ | --------------- | --------------------------------------------------------- | --------- |
| Saffron & AJ               | 23 (5,5,6,7) | Cha-cha-cha     | One Touch (en) - Jess Glynne et Jax Jones                 | Sauvée    |
| Anneka & Kevin             | 19 (4,5,5,5) | Valse           | Run to You - Whitney Houston                              | Sauvée    |
| Dev & Dianne               | 27 (6,7,7,7) | Jive            | Dance with Me Tonight (en) - Olly Murs                    | Sauvé     |
| Vicomtesse Emma W. & Aljaž | 22 (4,6,6,6) | Tango           | Sucker - Jonas Brothers                                   | Sauvée    |
| Chris & Karen              | 26 (5,7,7,7) | Charleston      | Out of Our Heads (en) - Take That                         | Sauvé     |
| Emma B. & Anton            | 24 (6,6,6,6) | Foxtrot         | Sunshine of Your Love - Cream (version d'Ella Fitzgerald) | Sauvée    |
| James & Luba               | 13 (3,3,3,4) | Jive            | Tutti Frutti - Little Richard                             | Éliminé   |
| Catherine & Johannes       | 19 (4,5,5,5) | Samba           | Let the Groove Get In (en) - Justin Timberlake            | Sauvée    |
| Michelle & Giovanni        | 32 (8,8,8,8) | Valse viennoise | That's Amore - Dean Martin                                | Sauvée    |
| David & Nadiya             | 10 (2,3,2,3) | Paso Doble      | España cañi - Pascual Marquina Narro                      | En danger |
| Karim & Amy                | 32 (8,8,8,8) | Foxtrot         | The Way You Look Tonight - Frank Sinatra                  | Sauvé     |
| Mike & Katya               | 14 (3,4,3,4) | American Smooth | Rhinestone Cowboy (en) - Glen Campbell                    | Sauvé     |
| Alex & Neil                | 22 (4,6,6,6) | Cha-cha-cha     | What I Did for Love - David Guetta feat. Emeli Sandé      | Sauvée    |
| Kelvin & Oti               | 28 (7,7,7,7) | Valse           | What the World Needs Now Is Love - Burt Bacharach         | Sauvé     |
| Will & Janette             | 24 (6,6,6,6) | Salsa           | 1-2-3 - Gloria Estefan                                    | Sauvé     |

Le dance-off, cette semaine, s'est joué entre les couples David James & Nadiya Bychkova et James Cracknell & Luba Mushtuk
Vote des juges pour le repêchage :
- Craig : David & Nadiya
- Motsi : David & Nadiya
- Bruno : David & Nadiya
- Shirley : N'a pas eu besoin de voter mais aurait sauvé David & Nadiya

### Semaine 3: Soirée cinéma
Les danses de cette semaine sont : American Smooth, cha-cha-cha, charleston, foxtrot, paso doble, quickstep, rumba, salsa et samba + Street Commercial Couple's Choice
Ordre de passage
| Couple                     | Scores         | Danse                               | Musique                                            | Film                                 | Résultat  |
| -------------------------- | -------------- | ----------------------------------- | -------------------------------------------------- | ------------------------------------ | --------- |
| Michelle & Giovanni        | 35 (8,9,9,9)   | Quickstep                           | Cabaret - Liza Minnelli                            | Cabaret                              | Sauvée    |
| Alex & Neil                | 23 (5,6,6,6)   | Rumba                               | How Far I'll Go (en) - Auli'i Cravalho             | Vaiana : La Légende du bout du monde | Sauvée    |
| Chris & Karen              | 22 (4,6,6,6)   | American Smooth                     | Cheek to Cheek - Frank Sinatra                     | Le Danseur du dessus                 | Sauvé     |
| Karim & Amy                | 26 (6,7,6,7)   | Samba                               | Kung Fu Fighting - Carl Douglas                    | Kung Fu Panda                        | Sauvé     |
| Catherine & Johannes       | 32 (8,8,8,8)   | Rumba                               | Shallow - Lady Gaga & Bradley Cooper               | A Star Is Born                       | Sauvée    |
| Will & Janette             | 23 (6,6,5,6)   | Paso Doble                          | Gotta Catch 'Em All (en) - Jason Paige             | Pokémon                              | Sauvé     |
| Kelvin & Oti               | 38 (9,9,10,10) | Charleston                          | Trip A Little Light Fantastic - Lin-Manuel Miranda | Le Retour de Mary Poppins            | Sauvé     |
| Vicomtesse Emma W. & Aljaž | 28 (7,7,7,7)   | Foxtrot                             | Générique de Downton Abbey                         | Downton Abbey                        | Sauvée    |
| Anneka & Kevin             | 11 (2,3,3,3)   | Charleston                          | Woo Hoo - The 5.6.7.8's                            | Kill Bill                            | Éliminée  |
| Saffon & AJ                | 28 (7,7,7,7)   | Paso Doble                          | Everybody Wants to Rule the World - Lorde          | The Hunger Games                     | Sauvée    |
| Mike & Katya               | 18 (3,5,5,5)   | Cha-cha-cha                         | It's Raining Men - The Weather Girls               | Magic Mike                           | Sauvé     |
| David & Nadiya             | 16 (4,4,4,4)   | American Smooth                     | Kiss from a Rose - Seal                            | Batman Forever                       | En danger |
| Emma B. & Anton            | 27 (6,7,7,7)   | Salsa                               | Soul Bossa Nova - Quincy Jones                     | Austin Powers                        | Sauvée    |
| Dev & Dianne               | 36 (9,9,9,9)   | Street Commercial (Couple's choice) | Friend Like Me - Will Smith                        | Aladdin                              | Sauvé     |

Le dance-off, cette semaine, s'est joué entre les couples Anneka Rice & Kevin Clifton et David James & Nadiya Bychkova
Vote des juges pour le repêchage :
- Craig : David & Nadiya
- Motsi : David & Nadiya
- Bruno : David & Nadiya
- Shirley : N'a pas eu besoin de voter mais aurait voté pour David & Nadiya

### Semaine 4
Les danses de cette semaine sont : cha-cha-cha, charleston, Foxtrot, jive, quickstep, rumba, salsa, tango et valse viennoise + Danse contemporaine Couple's Choice
Ordre de passage
| Couple                     | Scores         | Danse                                 | Musique                                                  | Résultat  |
| -------------------------- | -------------- | ------------------------------------- | -------------------------------------------------------- | --------- |
| Chris & Karen              | 26 (6,7,7,6)   | Jive                                  | Saturday Night's Alright - Elton John                    | Sauvé     |
| Emma B. & Anton            | 35 (8,9,9,9)   | Valse viennoise                       | Send In the Clowns - Barbra Streisand                    | Sauvée    |
| Dev & Dianne               | 27 (6,7,7,7)   | Cha-cha-cha                           | Dancing with a Stranger - Sam Smith feat. Normani Kordei | Éliminé   |
| Catherine & Johannes       | 30 (6,8,8,8)   | Charleston                            | Single Ladies (Put a Ring on It) - Beyoncé               | Sauvée    |
| Alex & Neil                | 23 (4,6,6,7)   | Tango                                 | Go Your Own Way - Fleetwood Mac                          | Sauvée    |
| David & Nadiya             | 28 (6,7,7,8)   | Quickstep                             | From Now On du film The Greatest Showman - Hugh Jackman  | Sauvé     |
| Kelvin & Oti               | 36 (9,9,9,9)   | Rumba                                 | Ain't No Sunshine - Bill Withers                         | Sauvé     |
| Vicomtesse Emma W. & Aljaž | 28 (7,7,7,7)   | Jive                                  | Kids in America - Kim Wilde                              | En danger |
| Michelle & Giovanni        | 31 (7,8,8,8)   | Salsa                                 | Quimbara - Johnny Pacheco et Celia Cruz                  | Sauvée    |
| Will & Janette             | 24 (6,6,6,6)   | Foxtrot                               | Señorita - Shawn Mendes feat. Camila Cabello             | Sauvé     |
| Mike & Katya               | 32 (7,9,8,8)   | Quickstep                             | Come On Eileen - Dexys Midnight Runners                  | Sauvé     |
| Saffron & AJ               | 33 (7,8,9,9)   | Danse contemporaine (Couple's Choice) | Because You Loved Me - Céline Dion                       | Sauvée    |
| Karim & Amy                | 38 (9,10,9,10) | Tango                                 | Paradise - George Ezra                                   | Sauvé     |

Le dance-off, cette semaine, s'est joué entre les couples Vicomtesse Emma Weymouth & Aljaž Skorjanec et Dev Griffin & Dianne Buswell
Vote des juges pour le repêchage :
- Craig : Emma & Aljaž
- Motsi : Emma & Aljaž
- Bruno : Emma & Aljaž
- Shirley : N'a pas eu besoin de voter mais aurait voté pour Emma & Aljaž

### Semaine 5
Les danses de cette semaine sont : cha-cha-cha, charleston, Foxtrot, jive, paso doble, quickstep, rumba, salsa, samba, tango et valse viennoise + Danse contemporaine Couple's Choice
Pour cette cinquième semaine de compétition, exceptionnellement, Bruno Tonioli ne sera pas présent à la table des juges. Comme l'an dernier, c'est le comédien Alfonso Ribeiro, vainqueur de la saison 19 de Dancing with the Stars aux États-Unis, qui le remplacera.
Ordre de passage
| Couple                     | Scores         | Danse                                 | Musique                                                     | Résultat  |
| -------------------------- | -------------- | ------------------------------------- | ----------------------------------------------------------- | --------- |
| Kelvin & Oti               | 33 (8,8,8,9)   | Cha-cha-cha                           | Get Stupid - Aston Merrygold                                | Sauvé     |
| David & Nadiya             | 16 (3,4,4,5)   | Jive                                  | Such a Night - Michael Bublé                                | Éliminé   |
| Catherine & Johannes       | 28 (6,7,7,8)   | Tango                                 | Little Bird - Annie Lennox                                  | Sauvée    |
| Karim & Amy                | 36 (8,10,9,9)  | Salsa                                 | Who Let the Dogs Out? - Baha Men                            | Sauvé     |
| Michelle & Giovanni        | 29 (7,7,7,8)   | Rumba                                 | Too Good at Goodbyes - Sam Smith                            | Sauvée    |
| Emma B. & Anton            | 26 (5,7,7,7)   | Paso Doble                            | Nothing Breaks Like a Heart - Mark Ronson feat. Miley Cyrus | Sauvée    |
| Alex & Neil                | 33 (8,8,8,9)   | Charleston                            | Pump Up the Jam - Swingrowers                               | Sauvée    |
| Vicomtesse Emma W. & Aljaž | 36 (9,9,9,9)   | Valse viennoise                       | Saving All My Love for You - Whitney Houston                | Sauvée    |
| Mike & Katya               | 21 (3,6,5,7)   | Samba                                 | Jump on It - The Sugarhill Gang                             | En danger |
| Will & Janette             | 32 (7,8,8,9)   | Danse contemporaine (Couple's Choice) | 7 Years - Lukas Graham                                      | Sauvé     |
| Chris & Karen              | 25 (5,6,7,7)   | Quickstep                             | Let's Go Crazy - Prince                                     | Sauvé     |
| Saffron & AJ               | 38 (9,10,9,10) | Foxtrot                               | Musique de New York, New York - Frank Sinatra               | Sauvée    |

Le dance-off, cette semaine, s'est joué entre les couples Mike Bushell & Katya Jones et David James & Nadiya Bychkova
Vote des juges pour le repêchage :
- Craig : Mike & Katya
- Motsi : Mike & Katya
- Alfonso : Mike & Katya
- Shirley : N'a pas eu besoin de voter mais aurait voté pour Mike & Katya

### Semaine 6: Soirée Halloween
Les danses de cette semaine sont : Cha-cha-cha, charleston, Foxtrot, jive, paso doble, samba, tango + Street Commercial Couple's Choice
En cette semaine spéciale Halloween, Will et Janette devaient danser un jive mais, à la suite d'une blessure à la jambe, Will est dans l'impossibilité de danser. De ce fait, il est immunisé pour cette semaine et devrait revenir pour la semaine 7.
Le danseur professionnel Neil Jones est également blessé. Alex Scott dansera cette semaine avec Kevin Clifton.
Ordre de passage
| Couple                     | Scores              | Danse                             | Musique                                                                             | Résultat  |
| -------------------------- | ------------------- | --------------------------------- | ----------------------------------------------------------------------------------- | --------- |
| Emma B. & Anton            | 28 (5,7,8,8)        | Tango                             | Toccata et fugue en ré mineur - Jean-Sébastien Bach                                 | Sauvée    |
| Will & Janette             | Danse non-effectuée | Jive                              | Casper - Little Richard                                                             | Immunité  |
| Vicomtesse Emma W. & Aljaž | 30 (6,8,8,8)        | Charleston                        | A Little Party Never Killed Nobody (All We Got) - Fergie feat. Q-Tip feat. GoonRock | Sauvée    |
| Chris & Karen              | 23 (5,6,6,6)        | Samba                             | Everybody (Backstreet's Back) - Backstreet Boys                                     | Sauvé     |
| Saffron & AJ               | 33 (8,8,8,9)        | Jive                              | Every Little Thing She Does Is Magic - The Police                                   | Sauvée    |
| Mike & Katya               | 26 (6,6,7,7)        | Tango                             | What You Waiting For? - Gwen Stefani                                                | En danger |
| Karim & Amy                | 29 (7,7,7,8)        | Paso Doble                        | Smalltown Boy - Bronski Beat                                                        | Sauvé     |
| Catherine & Johannes       | 24 (6,6,5,7)        | Cha-cha-cha                       | Scared of the Dark - Steps                                                          | Éliminée  |
| Michelle & Giovanni        | 39 (9,10,10,10)     | Foxtrot                           | Générique de La Famille Addams - Cincinnati Pop Orchestra                           | Sauvée    |
| Kelvin & Oti               | 36 (9,9,9,9)        | Tango                             | Bad Guy - Billie Eilish                                                             | Sauvé     |
| Alex & Kevin               | 34 (7,9,9,9)        | Street Commercial Couple's Choice | Ghostbusters - Ray Parker Jr.                                                       | Sauvée    |

Le dance-off, cette semaine, s'est joué entre les couples Mike Bushell & Katya Jones et Catherine Tyldesley & Johannes Radebe
Vote des juges pour le repêchage :
- Craig : Mike & Katya
- Motsi : Catherine & Johannes
- Bruno : Catherine & Johannes
- Shirley : Mike & Katya

Selon le règlement, en cas d'égalité, c'est la personnalité qui a eu le vote de Shirley Ballas qui reste en compétition : Mike reste donc en compétition et Catherine est éliminée.

### Semaine 7
Les danses de cette semaine sont : American Smooth, charleston, paso doble, quickstep, rumba, salsa, samba et valse viennoise + Street Commercial Couple's Choice
Le 30 octobre 2019, Will Bayley annonce que sa blessure l'empêche une seconde fois de danser. Donc, selon le règlement, il est contraint à l'abandon de la compétition pour des raisons médicales.
Neil Jones est encore blessé cette semaine et ne peut donc pas danser cette semaine. Pour la deuxième semaine consécutive, c'est Kevin Clifton qui le remplace auprès d'Alex Scott.
Ordre de passage
| Couple                     | Scores          | Danse                             | Musique                                                                | Résultat  |
| -------------------------- | --------------- | --------------------------------- | ---------------------------------------------------------------------- | --------- |
| Karim & Amy                | 39 (9,10,10,10) | Quickstep                         | Mr. Pinstripe Suit - Big Bad Voodoo Daddy                              | Sauvé     |
| Michelle & Giovanni        | 34 (8,9,9,8)    | Paso Doble                        | Another One Bites the Dust - Queen                                     | Sauvée    |
| Vicomtesse Emma W. & Aljaž | 26 (5,7,7,7)    | Samba                             | I Don't Care - Ed Sheeran et Justin Bieber                             | Éliminée  |
| Kelvin & Oti               | 34 (8,9,8,9)    | Valse viennoise                   | Say Something - A Great Big World et Christina Aguilera                | Sauvé     |
| Saffron & AJ               | 27 (6,7,7,7)    | Salsa                             | Instruction - Jax Jones feat. Demi Lovato et Stefflon Don              | Sauvée    |
| Alex & Kevin               | 31 (7,8,8,8)    | American Smooth                   | Ain't No Mountain High Enough - Marvin Gaye et Tammi Terrell           | Sauvée    |
| Chris & Karen              | 34 (8,9,9,8)    | Street Commercial Couple's Choice | Let's Get Ready to Rhumble - PJ and Duncan                             | Sauvé     |
| Emma B. & Anton            | 22 (5,6,5,6)    | Rumba                             | Woman in Love - Barbra Streisand                                       | Sauvée    |
| Mike & Katya               | 30 (7,7,8,8)    | Charleston                        | Those Magnificent Men in Their Flying Machines - Ron Goodwin Orchestra | En danger |

Le dance-off, cette semaine, s'est joué entre les couples Vicomtesse Emma Weymouth & Aljaž Skorjanec et Mike Bushell & Katya Jones
Vote des juges pour le repêchage :
- Craig : Mike & Katya
- Motsi : Mike & Katya
- Bruno : Mike & Katya
- Shirley : N'a pas eu besoin de voter mais aurait voté pour Mike & Katya

### Semaine 8
Les danses de cette semaine sont :  American Smooth, jive, paso doble, quickstep, salsa, tango, valse et valse viennoise + Theatre & Jazz Couple's Choice
Ordre de passage
| Couple              | Scores          | Danse                          | Musique                                      | Résultat  |
| ------------------- | --------------- | ------------------------------ | -------------------------------------------- | --------- |
| Alex & Neil         | 31 (7,8,8,8)    | Jive                           | Let's Twist Again - Chubby Checker           | Sauvée    |
| Mike & Katya        | 25 (5,7,7,6)    | Paso Doble                     | Tamacun - Rodrigo y Gabriela                 | Éliminé   |
| Karim & Amy         | 30 (6,8,8,8)    | Valse viennoise                | Give Me Love - Ed Sheeran                    | Sauvé     |
| Chris & Karen       | 26 (5,7,7,7)    | Tango                          | Survivor - 2wei                              | Sauvé     |
| Michelle & Giovanni | 36 (9,9,9,9)    | American Smooth                | I Just Want to Make Love to You - Etta James | En danger |
| Emma & Anton        | 33 (8,9,8,8)    | Theatre & Jazz Couple's Choice | Right Now - The Pussycat Dolls               | Sauvée    |
| Saffron & AJ        | 39 (9,10,10,10) | Valse                          | Your Song - Ellie Goulding                   | Sauvée    |
| Kelvin & Oti        | 35 (8,9,9,9)    | Salsa                          | Let's Hear It for the Boy - Deniece Williams | Sauvé     |

Le dance-off, cette semaine, s'est joué entre les couples Mike Bushell & Katya Jones et Michelle Visage & Giovanni Pernice
Vote des juges pour le repêchage :
- Craig : Michelle & Giovanni
- Motsi : Michelle & Giovanni
- Bruno : Michelle & Giovanni
- Shirley : N'a pas eu besoin de voter mais aurait voté pour Michelle & Giovanni

### Semaine 9: Soirée Blackpool
Les danses de cette semaine sont : American Smooth, charleston, jive, paso doble, quickstep, salsa + Street Commercial Couple's Choice
Ordre de passage
| Couple              | Scores          | Danse                             | Musique                                    | Résultat  |
| ------------------- | --------------- | --------------------------------- | ------------------------------------------ | --------- |
| Chris & Karen       | 33 (7,8,9,9)    | Salsa                             | Uptown Funk - Mark Ronson feat. Bruno Mars | Sauvé     |
| Emma & Anton        | 37 (8,9,10,10)  | American Smooth                   | Let's Face the Music - Ella Fitzgerald     | Sauvée    |
| Alex & Neil         | 34 (8,8,9,9)    | Paso Doble                        | Run the World (Girls) - Beyoncé            | Sauvée    |
| Kelvin & Oti        | 39 (9,10,10,10) | Jive                              | Jailhouse Rock - Smokey Joe's Cafe         | Sauvé     |
| Saffron & AJ        | 35 (8,9,9,9)    | Quickstep                         | Marvellous Party - Beverley Knight         | En danger |
| Michelle & Giovanni | 32 (8,8,8,8)    | Street Commercial Couple's Choice | Vogue - Madonna                            | Éliminée  |
| Karim & Amy         | 39 (9,10,10,10) | Charleston                        | Happy - C2C feat. Derek Martin             | Sauvé     |

Le dance-off, cette semaine, s'est joué entre les couples Saffron Barker & AJ Pritchard et Michelle Visage & Giovanni Pernice
Vote des juges pour le repêchage :
- Craig : Saffron & AJ
- Motsi : Saffron & AJ
- Bruno : Saffron & AJ
- Shirley : N'a pas eu besoin de voter mais aurait voté pour Saffron & AJ

### Semaine 10
Les danses de cette semaine sont : Paso doble, quickstep, samba et tango argentin + Danse contemporaine + Street Commercial Couple's Choice
Ordre de passage
| Couple        | Scores          | Danse                               | Musique                                           | Résultat  |
| ------------- | --------------- | ----------------------------------- | ------------------------------------------------- | --------- |
| Saffron & AJ  | 26 (5,7,7,7)    | Samba                               | Walking on Sunshine - Take Me To Rio Collective   | Éliminée  |
| Karim & Amy   | 38 (9,9,10,10)  | Danse contemporaine Couple's Choice | Drops of Jupiter - With Confidence                | En danger |
| Alex & Neil   | 26 (4,7,7,8)    | Tango argentin                      | Never Tear Us Apart - Bishop Briggs               | Sauvée    |
| Kelvin & Oti  | 38 (8,10,10,10) | Street Commercial Couple's Choice   | Do I Love You ? (Indeed I Do) - Frank Wilson      | Sauvé     |
| Emma & Anton  | 29 (6,8,7,8)    | Quickstep                           | Diamonds Are a Girl's Best Friend - Nicole Kidman | Sauvée    |
| Chris & Karen | 31 (8,8,8,7)    | Paso Doble                          | Run Boy Run - Woodkid                             | Sauvé     |

Le dance-off, cette semaine, s'est joué entre les couples Saffron Barker & AJ Pritchard et Karim Zeroual & Amy Dowden
Vote des juges pour le repêchage :
- Craig : Karim & Amy
- Motsi : Karim & Amy
- Bruno : Karim & Amy
- Shirley : N'a pas eu besoin de voter mais aurait voté pour Karim & Amy

### Semaine 11: Soirée comédies musicales
Les danses de cette semaine sont : American Smooth, charleston, foxtrot, jive et samba
Ordre de passage
| Couple        | Scores           | Danse           | Musique                  | Comédie musicale         | Résultat  |
| ------------- | ---------------- | --------------- | ------------------------ | ------------------------ | --------- |
| Chris & Karen | 28 (6,7,8,7)     | Foxtrot         | Consider Yourself        | Oliver !                 | En danger |
| Alex & Neil   | 27 (6,7,7,7)     | Samba           | Joyful, joyful           | Sister Act               | Éliminée  |
| Kelvin & Oti  | 39 (9,10,10,10)  | American Smooth | Gaston                   | La Belle et la Bête      | Sauvé     |
| Karim & Amy   | 40 (10,10,10,10) | Jive            | You Can't Stop the Beat  | Hairspray                | Sauvé     |
| Emma & Anton  | 39 (9,10,10,10)  | Charleston      | Thoroughly Modern Millie | Thoroughly Modern Millie | Sauvée    |

Le dance-off, cette semaine, s'est joué entre les couples Chris Ramsey & Karen Hauer et Alex Scott & Neil Jones
Vote des juges pour le repêchage :
- Craig : Alex & Neil
- Motsi : Alex & Neil
- Bruno : Chris & Karen
- Shirley : Chris & Karen

Comme le dit le règlement, en cas d'égalité, le couple qui a obtenu le vote de Shirley Ballas reste en compétition. Chris reste donc dans la compétition et Alex est éliminée.

### Semaine 12: Demi-finale
Les danses de cette semaine sont : American Smooth, Cha-cha-cha, Paso Doble, Quickstep, Rumba, Tango argentin, Valse, Valse viennoise
Ordre de passage
| Couple        | Scores           | Danse           | Musique                               | Résultat  |
| ------------- | ---------------- | --------------- | ------------------------------------- | --------- |
| Emma & Anton  | 31 (7,8,8,8)     | Cha-cha-cha     | Hold My Hand - Jess Glynne            | Sauvée    |
| Emma & Anton  | 36 (8,9,9,10)    | Valse           | Gymnopédie n°1 - Erik Satie           | Sauvée    |
| Kelvin & Oti  | 40 (10,10,10,10) | Quickstep       | The Lady Is a Tramp - Glee            | Sauvé     |
| Kelvin & Oti  | 37 (9,10,9,9)    | Paso Doble      | Seven Nation Army - The White Stripes | Sauvé     |
| Chris & Karen | 26 (7,7,6,6)     | Valse viennoise | Somebody to Love - Queen              | Éliminé   |
| Chris & Karen | 28 (4,8,8,8)     | Rumba           | Don't Watch me Cry - Jorja Smith      | Éliminé   |
| Karim & Amy   | 36 (8,10,9,9)    | Tango argentin  | Libertango - Bond                     | En danger |
| Karim & Amy   | 38 (9,10,9,10)   | American Smooth | Sweet Caroline - Neil Diamond         | En danger |

Le dance-off, cette semaine, s'est joué entre les couples Karim Zeroual & Amy Dowden et Chris Ramsey & Karen Hauer
Chacun des deux couples doit choisir une danse parmi les deux performances de la veille pour le dance-off : Chris a choisi sa rumba et Karim a choisi son American Smooth
Vote des juges pour le repêchage :
- Craig : Karim & Amy
- Motsi : Karim & Amy
- Bruno : Karim & Amy
- Shirley : N'a pas eu besoin de voter mais aurait voté pour Karim & Amy

### Semaine 13: Finale
Comme tous les ans, au cours de cette finale, trois danses par couple au programme : une "danse de la rédemption", choisie par les juges parmi toutes les danses de la saison; un freestyle (showdance) et la danse préférée de chaque couple choisie par eux-mêmes parmi toutes leurs danses de la saison.
Ordre de passage
| Couple       | Scores           | Danse           | Musique                                   | Résultat      |
| ------------ | ---------------- | --------------- | ----------------------------------------- | ------------- |
| Karim & Amy  | 40 (10,10,10,10) | Quickstep       | Mr. Pinstripe Suit - Big Bad Voodoo Daddy | Seconde place |
| Karim & Amy  | 39 (9,10,10,10)  | Showdance       | A Million Dreams - The Greatest Showman   | Seconde place |
| Karim & Amy  | 40 (10,10,10,10) | Jive            | You Can't Stop the Beat - Hairspray       | Seconde place |
| Emma & Anton | 39 (9,10,10,10)  | Charleston      | Thoroughly Modern Millie                  | Seconde place |
| Emma & Anton | 38 (8,10,10,10)  | Showdance       | Let Yourself Go - Irving Berlin           | Seconde place |
| Emma & Anton | 39 (9,10,10,10)  | Valse viennoise | Send In the Clowns - Barbra Streisand     | Seconde place |
| Kelvin & Oti | 39 (9,10,10,10)  | Rumba           | Ain't No Sunshine - Bill Withers          | Vainqueur     |
| Kelvin & Oti | 40 (10,10,10,10) | Showdance       | Shout - The Isley Brothers                | Vainqueur     |
| Kelvin & Oti | 39 (9,10,10,10)  | Samba           | La vida es un carnaval - Celia Cruz       | Vainqueur     |

## Vue d'ensemble des danses
Chaque célébrité performe sur une danse différente chaque semaine, parmi une sélection. Les danses en gras sont celles choisies par les couples pour le Couple's Choice.
- Semaine 1 : cha-cha-cha, foxtrot, jive, quickstep, tango, samba et valse viennoise
- Semaine 2 : American Smooth, cha-cha-cha, charleston, foxtrot, jive, paso doble, quickstep, samba, tango, valse et valse viennoise
- Semaine 3 (Soirée Cinéma) : American Smooth, cha-cha-cha, charleston, Foxtrot, paso doble, quickstep, rumba, salsa, samba + Street Commercial Couple's Choice
- Semaine 4 : cha-cha-cha, charleston, Foxtrot, jive, quickstep, rumba, salsa, tango et valse viennoise + danse contemporaine Couple's Choice
- Semaine 5 : cha-cha-cha, charleston, Foxtrot, jive, paso doble, quickstep, rumba, salsa, samba, tango et valse viennoise + danse contemporaine Couple's Choice
- Semaine 6 (Soirée Halloween) : Cha-cha-cha, charleston, Foxtrot, jive, paso doble, samba, tango + Street Commercial Couple's Choice
- Semaine 7 : American Smooth, charleston, paso doble, quickstep, rumba, salsa, samba,  valse et valse viennoise + Street Commercial Couple's Choice
- Semaine 8 : American Smooth, jive, paso doble, quickstep, salsa, tango, valse et valse viennoise + Theatre & Jazz Couple's Choice
- Semaine 9 (Soirée Blackpool) : American Smooth, charleston, jive, paso doble, quickstep, salsa + Street Commercial Couple's Choice
- Semaine 10 : Paso doble, quickstep, samba et tango argentin + Danse contemporaine + Street Commercial Couple's Choice
- Semaine 11 (Soirée Comédies musicales) : American Smooth, charleston, foxtrot, jive et samba
- Semaine 12 (Demi-finale) : American Smooth, Cha-cha-cha, Paso Doble, Quickstep, Rumba, Tango argentin, Valse, Valse viennoise
- Semaine 13 (Finale) :

| Kelvin & Oti               | Samba           | Valse           | Charleston        | Rumba               | Cha-cha-cha         | Tango             | Valse viennoise   | Salsa           | Jive              | Street Commercial   | American Smooth | Paso Doble     | Quickstep       | Rumba      | Showdance | Samba           |  |  |  |  |  |  |  |  |  |  |  |  |
| Karim & Amy                | Cha-cha-cha     | Foxtrot         | Samba             | Tango               | Salsa               | Paso Doble        | Quickstep         | Valse viennoise | Charleston        | Danse contemporaine | Jive            | Tango argentin | American Smooth | Quickstep  | Showdance | Jive            |  |  |  |  |  |  |  |  |  |  |  |  |
| Emma B. & Anton            | Jive            | Foxtrot         | Salsa             | Valse viennoise     | Paso Doble          | Tango             | Rumba             | Theatre & Jazz  | American Smooth   | Quickstep           | Charleston      | Cha-cha-cha    | Valse           | Charleston | Showdance | Valse viennoise |  |  |  |  |  |  |  |  |  |  |  |  |
| Chris & Karen              | Cha-cha-cha     | Charleston      | American Smooth   | Jive                | Quickstep           | Samba             | Street Commercial | Tango           | Salsa             | Paso Doble          | Foxtrot         | Rumba          | Valse viennoise |            |           |                 |  |  |  |  |  |  |  |  |  |  |  |  |
| Alex & Neil                | Quickstep       | Cha-cha-cha     | Rumba             | Tango               | Charleston          | Street Commercial | American Smooth   | Jive            | Paso Doble        | Tango argentin      | Samba           |                |                 |            |           |                 |  |  |  |  |  |  |  |  |  |  |  |  |
| Saffron & AJ               | Tango           | Cha-cha-cha     | Paso Doble        | Danse contemporaine | Foxtrot             | Jive              | Salsa             | Valse           | Quickstep         | Samba               |                 |                |                 |            |           |                 |  |  |  |  |  |  |  |  |  |  |  |  |
| Michelle & Giovanni        | Cha-cha-cha     | Valse viennoise | Quickstep         | Salsa               | Rumba               | Foxtrot           | Paso Doble        | American Smooth | Street Commercial |                     |                 |                |                 |            |           |                 |  |  |  |  |  |  |  |  |  |  |  |  |
| Mike & Katya               | Jive            | American Smooth | Cha-cha-cha       | Quickstep           | Samba               | Tango             | Charleston        | Paso Doble      |                   |                     |                 |                |                 |            |           |                 |  |  |  |  |  |  |  |  |  |  |  |  |
| Vicomtesse Emma W. & Aljaž | Cha-cha-cha     | Tango           | Foxtrot           | Jive                | Valse viennoise     | Charleston        | Samba             |                 |                   |                     |                 |                |                 |            |           |                 |  |  |  |  |  |  |  |  |  |  |  |  |
| Will & Janette             | Quickstep       | Salsa           | Paso Doble        | Foxtrot             | Danse contemporaine | Jive              | Valse             |                 |                   |                     |                 |                |                 |            |           |                 |  |  |  |  |  |  |  |  |  |  |  |  |
| Catherine & Johannes       | Valse viennoise | Samba           | Rumba             | Charleston          | Tango               | Cha-cha-cha       |                   |                 |                   |                     |                 |                |                 |            |           |                 |  |  |  |  |  |  |  |  |  |  |  |  |
| David & Nadiya             | Foxtrot         | Paso Doble      | American Smooth   | Quickstep           | Jive                |                   |                   |                 |                   |                     |                 |                |                 |            |           |                 |  |  |  |  |  |  |  |  |  |  |  |  |
| Dev & Dianne               | Foxtrot         | Jive            | Street Commercial | Cha-cha-cha         |                     |                   |                   |                 |                   |                     |                 |                |                 |            |           |                 |  |  |  |  |  |  |  |  |  |  |  |  |
| Anneka & Kevin             | Cha-cha-cha     | Valse           | Charleston        |                     |                     |                   |                   |                 |                   |                     |                 |                |                 |            |           |                 |  |  |  |  |  |  |  |  |  |  |  |  |
| James & Luba               | Tango           | Jive            |                   |                     |                     |                   |                   |                 |                   |                     |                 |                |                 |            |           |                 |  |  |  |  |  |  |  |  |  |  |  |  |

 Danse avec le meilleur score
 Danse avec le moins bon score
 Danse non-effectuée
 Danse du couple qui a abandonné